# برنامج مراقبة الإرهاب

خريطة من باوندلس إنفورمانت في 2007 فيها الدول التي تعرضت لأكبر قدر من المراقبة باللون الأحمر.

برنامج مراقبة الإرهاب كان برنامج مراقبة إلكتروني تابع لوكالة الأمن القومي (إن إس إيه) في الولايات المتحدة بدأ بعد هجمات 11 سبتمبر 2001. «كان البرنامج، الذي مكّن حكومة الولايات المتحدة من التنصت سرًا على مليارات المكالمات الهاتفية لملايين المواطنين الأمريكيين على مدى عقود، مخططًا لبرنامج المراقبة اللاحق التابع لوكالة الأمن القومي، مع وجود أوجه تشابه قريبة جدًا لا يمكن أن تكون محض صدفة». كان البرنامج جزءًا من برنامج المراقبة الرئاسي، الذي نُفذ بدوره تحت المظلة الشاملة للحرب على الإرهاب. بدأت وكالة الأمن القومي، التي هي وكالة إشارات استخبارية، برنامجًا لاعتراض اتصالات تنظيم القاعدة في الخارج حيث لا يكون طرف واحد على الأقل شخصًا أمريكيًا. في عام 2005، كشفت صحيفة نيويورك تايمز أن بعض الأخطاء التقنية سمحت بعمليات اعتراض اتصالات «محلية بالكامل»، ما أشعل الجدل بشأن المراقبة غير القانونية لوكالة الأمن القومي. وفقًا لكتب لاحقة، مثل كتاب The Shadow Factory لجيمس بامفورد، كانت المراقبة المحلية أكثر انتشارًا بكثير مما كُشف عنه في البداية. في مقال نُشر في مجلة New Yorker عام 2011، قال بيل بيني، موظف سابق في وكالة الأمن القومي، أن زملائه أخبروه بأن الوكالة بدأت في تخزين سجلات الهواتف والفواتير لـ «كل شخص في البلاد».
أٌطلِق على البرنامج اسم برنامج مراقبة الإرهاب من قبل إدارة جورج دبليو بوش ردًا على جدل المراقبة غير القانونية لوكالة الأمن القومي بعد الكشف عن البرنامج. يُزعم أن البرنامج يعمل بدون إشراف قضائي بموجب قانون مراقبة الاستخبارات الأجنبية (إف آي إس إيه)، وتخضع الطعون القضائية ضد البرنامج للمراجعة القضائية حاليًا. نظرًا لعدم الكشف عن تفاصيل للبرنامج، فمن غير الواضح ما إذا كان البرنامج خاضعًا لقانون مراقبة الاستخبارات الأجنبية. من غير المعروف ما إذا كان هذا هو الاسم الأصلي للبرنامج؛ استُخدم المصطلح لأول مرة علنًا من قبل الرئيس بوش في خطاب ألقاه في 23 يناير 2006.
في 17 أغسطس 2006، قضت آنا ديجز تايلور، قاضية على مستوى المقاطعات الأمريكية، أن البرنامج غير دستوري وغير قانوني. بعد استئناف الحكم، أُلغي القرار لأسباب إجرائية ورُفضت الدعوى القضائية دون التطرق إلى الأسس الموضوعية للادعاءات، على الرغم من وجود طعن قضائي آخر لا يزال معلقًا في المحاكم. في 17 يناير 2007، أبلغ ألبرتو غونزاليس، النائب العام للولايات المتحدة، قادة مجلس الشيوخ الأمريكي برسالة أن الرئيس لن يوافق على استمرار البرنامج، ولكنه سيخضع للرقابة القضائية. وبحسب رسالته، فإن «أي مراقبة إلكترونية كانت تحدث ضمن برنامج مراقبة الإرهاب ستُجرى الآن بعد موافقة محكمة مراقبة الاستخبارات الأجنبية».
في 6 يونيو 2013، أُعلن عن استبدال برنامج مراقبة الإرهاب ببرنامج جديد تابع لوكالة الأمن القومي، يُشار إليه بالاسم الرمزي بريسم.

## وصف البرنامج
على الرغم من عدم تقديم معلومات محددة، أشارت إدارة بوش إلى أن برنامج التنصت على المكالمات الهاتفية يستهدف الاتصالات التي يكون فيها طرف واحد على الأقل خارج الولايات المتحدة، وعندما يكون هناك أسباب معقولة للاعتقاد بأن أحد الأطراف له صلة بتنظيم القاعدة. مع ذلك، وفقًا لمصادر مجهولة، اعترُضت مكالمات محلية بحتة في بعض الحالات. قالت هذه المصادر أن وكالة الأمن القومي اعترضت هذه المكالمات عن طريق الخطأ، بسبب أخطاء تقنية على ما يبدو في تحديد ما إذ كانت المكالمات دولية فعلًا، ربما بسبب استخدام هواتف محمولة دولية.